# Ана Маймункова
Ана Кръстева Маймункова с псевдоним Ана Май е български политик, активист на Българската комунистическа партия (т.с.) в началото на XX век.

## Биография
Ана Маймункова е родена в Хасково през 1879 година. През 1906 г. е сред учредителите на Учителската социалдемократическа организация, а по време на Първата световна война организира антивоенни демонстрации в родния си град. Участва в издаването на вестниците „Учителска искра“, „Работнически вестник“, „Равенство“ и „Работничка“.
Ана Маймункова предвожда делегацията на българските жени на Втората международна конференция на жените комунистки в Москва през юни 1921 г. Там българките правят предложение да се установи един общ ден, в който да се чества денят за борбата на жените за равноправие, и това да е 8 март.
През лятото на 1923 е арестувана от новата деветоюнска власт. 
- Паметник на Ана Маймункова в град Бургас.
- Читалище „Ана Маймункова – 1894“ в село Воден.